# Прешовски край
Прешовският край (на словашки: Prešovský kraj) е един от 8-те края на Словашката република. Административен център на окръгът е град Прешов. Разположен е в североизточната част на страната. Площта му е 8993 км², а населението е 808 931 души (по преброяване от 2021 г.).

## Административно деление
Прешовският край се състои от 13 окръга (на словашки: okresy):
- окръг Бардейов (Bardejov)
- окръг Вранов над Топльоу (Vranov nad Topľou)
- окръг Кежмарок (Kežmarok)
- окръг Левоча (Levoča)
- окръг Медзилаборце (Medzilaborce)
- окръг Попрад (Poprad)
- окръг Прешов (Prešov)
- окръг Сабинов (Sabinov)
- окръг Свидник (Svidník)
- окръг Снина (Snina)
- окръг Стара Любовня (Stará Ľubovňa)
- окръг Стропков (Stropkov)
- окръг Хумене (Humenné)